# George McCluskey
George McKinley Cassidy McCluskey (Hamilton, 19 settembre 1957) è un ex calciatore scozzese.

## Carriera
È stato capocannoniere della Scottish Premier League nella stagione 1981-1982 .

## Palmarès

### Club

#### Competizioni nazionali
- Campionato scozzese: 4

Celtic: 1976-1977, 1978-1979, 1980-1981, 1981-1982
- Coppa di Scozia: 2

Celtic: 1976-1977, 1979-1980
- Coppa di Lega scozzese: 1

Celtic: 1982-1983

### Individuali
- Capocannoniere del campionato scozzese: 1

1982